# Volte-face (roman)
Pour les articles homonymes, voir Volte-face.
Volte-face (The Reversal, dans l'édition originale en anglais américain) est un roman policier de Michael Connelly, paru en 2010. C'est le seizième roman mettant en scène le personnage de Harry Bosch.